# Свети Александър Невски (София)
Вижте пояснителната страница за други значения на Свети Александър Невски.
„Свети Александър Невски“ е православен храм-паметник в град София, България, катедрален храм на българския патриарх. Разположена е на площад със същото име. Църквата е проектирана и изградена в периода 1882 – 1912 г., а през 1955 г. е обявена за паметник на културата с национално значение. Включена е в списъка на 100-те национални туристически обекта на БТС.

## История на храма
Решението за „изграждане на паметник за светлия подвиг на Освобождението, в който се сля кръвта на освободителите с кръвта на освободените“ е взето през 1879 г. по време на Учредителното събрание в Търново (предложението прави Петко Каравелов). Дадени са няколко предложения за място на паметника и първоначално е избрано Търново, но след като за столица е избран гр. София, Първото обикновено народно събрание решава храмът да се построи в столицата. Княз Александър се обръща с възвание към българите и храмът е вдигнат с народни дарения. Събрани са доброволни вноски на обща сума 1 900 000 лв. Основният камък е положен с изключителна тържественост на 3 март (19 февруари стар стил) 1882 г., четвъртата годишнина от подписването на Санстефанския договор. В основите на храма е вградена метална кутия, в която са записани имената на членовете на правителството.
Храмът е по проект на руския архитект проф. Александър Померанцев (1848 – 1918), италиански възпитаник, с помощници руските архитекти Александър Смирнов (1861 – ?) и Александър Яковлев (1879 – 1951). Издигнат е на най-високото място по онова време в София – 552 m н.в. Първият проект (1884 – 1885 г.) е изработен от акад. арх. Иван Богомолов, след чиято смърт проф. арх. Померанцев изцяло променя проекта. Окончателният проект е готов през 1898 г. Строежът на храма започва през 1904 г. и е завършен през 1912 г., като цялостното изпълнение възлиза на обща стойност 5,5 милиона лева. През май 1912 г. намиращия се на посещение в Санкт Петербург председател на Народното събрание Стоян Данев кани руския император Николай II на предстоящото освещаване на църквата, но той отказва поради заетостта си в следващите месеци.
Три дни продължават тържествата по освещаването на храма – от 12 до 14 септември 1924 г.
Шрапнелите и ударните вълни от англо-американските бомбардировки на София през Втората световна война повреждат сериозно катедралата. Засегната е най-много северозападната част. Медната обшивка е пробита на много места, разрушени са всички мозаични икони от подвратните тимпани, а стъклата на иконостасните икони са счупени. Повредена е живописта в северозападната галерия, както и някои картини от сводовите проходи.
С решение от 1 октомври 2014 г. на служебния кабинет на проф. Георги Близнашки собствеността на храма се предоставя на Светия синод на Българската православна църква.

### Название
Храмът е посветен на Александър Невски, известен с победата си над Тевтонския орден в битката на Чудското езеро, провъзгласен за светец от руската православна църква. Александър Невски е патрон на руския император Александър II и названието на храма е израз на благодарността на българите към Русия в лицето на Царя Освободител. В хода на Първата световна война България и Русия застават в протовоположни блокове. След като руската флота бомбардира гр. Варна на 14 октомври 1915 г., правителството на Васил Радославов, русофобско по външнополитическа ориентация, взема решение за преименуването на храм-паметника в „Св. св. Кирил и Методий“. Постановлението на Министерския съвет от 19 октомври 1915 г. е внесено през февруари 1916 г. за одобрение в Народното събрание. След възражения от страна на опозиционните партии и бурен дебат парламентът одобрява решението на правителство с гласовете на проправителственото мнозинство (4 март 1916 г.). Твърди се, че дори русофилът Иван Вазов приветства преименуването. Със сигурност обаче неговият брат д-р Борис Вазов, близък до поета по политически убеждения, е един от главните опоненти на преименуването в Народното събрание.
Промяната на наименованието не се възприема трайно. На 4 март 1920 г. отново е върнато първоначалното име на храма.

### Статут
С площта си от 3170 m² при построяването си храмът се превръща в първа по големина напълно завършена и действаща катедрала на Балканския полуостров.
Храмът е провъзгласен за патриаршеска катедрала през 1953 г., а през 1955 г. е обявен за паметник на културата с национално значение. Той е сред Стоте национални туристически обекта на Българския туристически съюз.

## Архитектура
Храмът представлява внушителна петкорабна кръстокуполна базилика в неовизантийски стил с множество куполи, полукуполи и малки цилиндрични сводове и ясно изразен централен купол. Вътрешността му е разделена по дължина на три части – нартекс (с два параклиса), централна част и олтар (с три престола), а централната му част е съставена от пет кораба по ширина (с двете странични покрити галерии). По архитектурен стил принадлежи към т.нар. „руски северен ампир“. В подземния етаж на храма се намира криптата. Първоначално тя била предназначена за гробница, но през 1965 г. е превърната в музей за средновековно и антично изкуство – филиал на Националната художествена галерия, където са експонирани едни от най-красивите български икони и стенописи от XII – XIX век.
Камбанарията на храма с кръста е висока 53 m и има 12 камбани, излети и донесени от Москва. Най-голямата тежи близо 12 тона, а най-малката – 10 kg, като общото тегло на всичките е 23 тона.
Най-забележителната външна характеристика на храма са позлатените му куполи. Покривният пласт е изработен от асфалтова мушама и медна ламарина и има площ от около 4000 m². Позлатеният участък на куполите е 700 m2, като общото тегло на златото е 8,35 kg, но слоят е много тънък, което налага да бъде реставриран през определени периоди от време. Технологията на позлатяването е руска и до 2001 г. е била извършвана от руски специалисти и с руско злато. Комплексна експертиза за състоянието на храма и последната реставрация на позлатата на куполите са извършени в периода 1999 - 2001 г. от български специалисти - ръководители проф. Веселина Инкова и арх. Христо Ганчев. Използвани са златни листчета с размер 84 × 84 mm и с дебелина около 0,4 µm. Например само за площта на купола на камбанарията, която е 160 m2, са използвани 25 000 такива листчета, като използваното злато е немско и е 23,75 карата.
Фасадата е облицована с бял врачански камък и целият храм е опасан с гранитен цокъл с височина 1,40 m. На западната фасада на височина 30 m е вградена мозаична икона на покровителя на храма Св. Александър Невски по проект на Антон Митов. От двете страни на главния вход има 2 паметни плочи от карарски мрамор с текст „За увековечаване на братската любов и дълбока признателност към великия руски народ, заради Освобождението на България в 1878 г.“
Дървените врати на храма са изработени при Карл Бамберг, собственик на мебелна фабрика във Виена. Те са изработени от славонски дъб и са покрити с дърворезба от кръстообразни розетки.
При вътрешната украса на храма са използвани изключително качествени и скъпи строителни материали: разноцветни италиански мрамори, оникс от Бразилия, алабастър и други. Осветителните тела в храма са изработени в Мюнхен.
Размерите на храма са: височина на храма – 53,02 m, дължина на храма – 73,50 m, ширина на храма – 52,20 m, височина на камбанарията при върха на купола ѝ – 50,52 m, височина на позлатения кръст над нея 2,50 m, височина на централния купол – 46,30 m, застроена площ – 3170 m2, кубатура – 86 000 m3. В църквата се побират 5000 души, колкото и най-голямата зала в НДК.

## Вътрешно оформление
Богатата вътрешна украса е изработена от оникс, алабастър и пъстроцветни мрамори от бразилски, марокански, италиански и немски произход (Джиало ди Сиена, Верди ди маре, Оникс бразилиано, индийски алабастър и др.). Всички елементи от мраморната пластика са майсторски изработени и прецизно монтирани под ръководството на арх. Яковлев.
Подът на храма също е покрит с разноцветни италиански мрамори във вид на мозайки. Освен тях Яковлев е проектирал и орнаментните на мозаичните декоративни украси по стените. Орнаменталната мраморна резба е изработвана под ръководството на проф. Василий Перминов. Бояджийската работа е ръководил австрийският майстор Лестер. Металната пластика на вратите е изработена в Мюнхен, а мозайките са доставени от Венеция.
Осветителните тела са в стил неоампир. Централният полилей тежи 2500 kg, окачен е на 27 m височина и е украсен с висулки (стъклени сълзи) от йенско стъкло.
В централния олтар (престол) се издига балдахин с четири основни колони, арки, 32 куполни колонки и капители, всички изработени от червен и зелен бразилски оникс и алабастър, а куполът е от мозайка. Архиерейският трон, царският трон и амвонът също са изработени от ценни мрамори с инкрустации.
Целият централен иконостас е изработен от разноцветни мрамори и се слива с двете предни ониксови колони на олтарния балдахин. Долната част на иконостаса (4 m) е от бяло-жълт мрамор (Джиало ди Сиена) с 9 отвора за иконостасни икони, поставени върху колонки от зелен италиански мрамор (Верде ди маре), а горната му част (2 метра) е от светлочервен мрамор (Чиполино ди Сиена) с десет по-малки отвора (също за иконостасни икони). Иконостасът е украсен също с барелефи и корнизи.
По оформлението си двата странични иконостаса представляват повторение на централния иконостас в по-малък размер.
Вътрешността на храма е украсена с икони и стенописи. От иконите 82 са маслени икони върху платно, като някои са монтирани върху дъсчени рамки, а други са закрепени направо върху стената. Те са подредени по иконостасите на трите храмови престола, по долния пояс на нартекса и в трите кивота.

### Южен кораб
Южният иконостас съдържа 17 художествени изображения от проф. Антон Митов. Най-силно привлича вниманието иконата на св. цар Борис I, представен в парадни царски одежди, патрон на иконостаса. На вратата на иконостаса е иконата на Св. Иван Рилски.
От стенописите в южния кораб интересна е „Сватбата в Кана Галилейска“ на Болотнов в аркираната ниша на южната стена. Срещу южния вход е изобразено „Отсичането на главата на Йоан Кръстител“ с автор Иван Мърквичка.

### Централен кораб
В полукупола над олтара са изобразени „Богоявление", „Рождество Христово" и „Кръщение на Исус Христос" от Кисельов.
Всички икони на централния иконостас са изрисувани от бележити художници, от които най-силно се открояват двете централни икони – Христос и Богородица – от Виктор Васнецов. Вляво от Богородица е иконата на Александър Невски от проф. В. Савинский. Вдясно от Христос са „Йоан Кръстител", „Архидякон Стефан" и „Св. Тома" от италианеца Бруни (1856 – 1935).
Високо около централния купол се вижда пръстен от изписани с бронз църковнославянски букви – изписана е цялата молитва „Отче наш" на църковнославянски език. Под самия купол е изографисан един от най-импозантните стенописи – „Бог Саваот" от Мясоедов. Художникът е рисувал върху дървено скеле и по математически разчертана схема. Едва след привършване на работата и сваляне на скелето той е могъл да види цялостно своята творба, която има внушителни размери – лицето е с диаметър 2 m, ръката е дълга 4,60 m, общата площ на фреската е 850 m2.
На арките, свързващи централния купол с хора (хоровата естрада), са изобразени „Бягството на Светото семейство от Йерусалим в Египет" и „Голгота" от Розентал. Над хòра е стенописът „Страшният съд" от Кисельов.

### Северен кораб
Иконите в северния иконостас са на Исус, Богородица и Кирил и Методий и са изработени от Иван Мърквичка. Той е автор и на стенописа на северната стена в арката „Исус на 12 години в храма сред книжниците и фарисеите“. Общият тон тук е по-ярък в сравнение с останалите художествени произведения с маслени бои на другите места.
На северната стена на кораба под свода е изобразена „Проповед на Галилейското море“ на Мясоедов, а срещу нея – „Изхранването на 5000 души с пет хляба и две риби“, пак от него.
В преддверието на кораба върху южната стена е изписано „Посичането на патриарх Евтимий“ от Антон Митов.

## Строители на храма
В изграждането на храма са взели участие специалисти от шест различни националности: българи, руснаци, немци, австрийци, чехи и италианци – специалисти, архитекти, художници и каменоделци.
Търгът за изкопаване на основите на храма и сутерена, при конкуренцията на шест заявки, спечелват предприемачът Никола Дишков, прилепчанин, и съдружниците му инж. Христо Станишев от Кукуш и Тодор Огнянов. В строежа на храма участват арх. Никола Юруков, Коста Богдановски, братята Лазар и Георги Киселинчеви, Иван Наумов Прешленков, всички от Костурско, майсторите Максим Савов и Петко Стойчев от Паланечко и Янко Тасев от Дебърско. Участват майстори строители от Софийско, Пазарджишко, от Разлог и Банско. Главен снабдител на дървен материал е Георги Паланков от Якоруда, Разложко. В строежа учасват над 150 фирми (предприятия).
Оформянето на храма започва с облицоването му с бял врачански камък, започнато от италиански каменоделци. След обявена стачка от страна на италианците, облицоването е продължено от български работници начело със скулптора Георги Киселинчев, а архитект Яковлев прави детайлите. Скулпторът Вилем Глос изработва гипсови модели на фасадите, корнизите, капителите и базите.
След завършването на църквата през 1912 г. с украсата и изографисването на интериора на храма се заемат 32 руски, 16 български и 1 чешки художник.
Стенописите са рисувани под ръководството на проф. А. Кисельов, който е определял също така приготвянето на темперните бои. В изработването на стенописите участват руските художници: проф. Пьотър Мясоедов (който е определял също така общия тон на стенописите), Виктор Васнецов, Дмитрий Киплик, С. Шелковой, проф. Алексей Корин, проф. М. Судоковский, Александър Вахрамеев, Василий Болотнов, Николай Бруни, Н. Розанов, Иван Дроздов, Михаил Авилов, проф. Василий Савински, Владимир Кузнецов, И. Ланской, проф. В. Перминов, Н. Родзянко.
Имената на българските художници са: проф. Иван Мърквичка, проф. Антон Митов, Георги Желязков, проф. Стефан Иванов, Асен Белковски, Никола Маринов, Никола Петров, Христо Берберов, проф. Петко Тавлиев, Август Розентал, проф. Цено Тодоров, Васил Димов, арх. Петко Момчилов и други. Арх. Йордан Миланов (1867 – 1932 г.) взема активно участие в изграждането на храма като член (1896 – 1912), а после и председател на Постоянната строителна комисия.
В интериорното оформление на храма участват българските декоратори проф. Харалампи Тачев и Борис Михайлов. Проф. Петко Клисуров, проф. Цено Тодоров, Никола Петров са автори на мозаичните образи на Христос, Петър и Павел в перистила на главния вход. Проф. Стефан Иванов е автор на мозайките вляво от вратите с редица образи на светци, Вяра, Надежда, Любов и Седмочислениците – вдясно. Христо Берберов, Васил Димов, проф. Стефан Иванов, Никола Маринов, Асен Белковски, Август Розентал са автори на мозайките с образи на български светци в тимпаните (люнетите) на външните врати.
Помощници са били и много други руски и български художници, някои от които тогава още студенти: Н. Кондратиев, Ф. Морозов, Ал. Алфонс Жаба, Н. Костов, Дончо Занков, Йордан Пиндиков, Петър Кантемиров, Константин Щъркелов, Владимир Лазаров, П. Кръстев, Георги Цанев, Цв. Маринова, Р. Топалова, П. Тачева, проф. Марко Марков.